# ک
ک는 페르시아어 등의 언어에서 사용되는 문자이다. 음가는 [k]에 해당한다.
신디dj(Sindhi)의 데바나가리(Devanagari) 철자법에서 क(ca)와 동일하다.
아랍어에서 ک 와 ڪ은 둘 다 카프의 변형으로 간주되지만 신디어에서는 구별된다. ک 는 /kʰ/에 일관되게 사용되고 ڪ은 /k/에 사용된다. 이것은 라틴 알파벳의 I와 J, U와 V의 역사와 유사하다.